# Aradus arizonicus
Aradus arizonicus är en insektsart som beskrevs av Parshley 1921. Aradus arizonicus ingår i släktet Aradus och familjen barkskinnbaggar. Inga underarter finns listade i Catalogue of Life.